# Asesinato de Nia Wilson
El 22 de julio de 2018, las tres hermanas, Nia, Letifah y Tashiya Wilson, fueron atacadas por un hombre que empuñaba un cuchillo, más tarde identificado como John Cowell, después de salir de un tren del BART en la estación de MacArthur ubicada en Oakland (California). Nia Wilson, entonces de 18 años, murió tras ser degollada. Su hermana mayor, Letifah, fue apuñalada en el cuello pero sobrevivió. Tashiya no sufrió daños físicos.
Cowell, de 27 años, fue identificado como sospechoso inmediatamente después del ataque, y fue capturado al día siguiente. Cowell había obtenido la libertad condicional en mayo de 2018 tras cumplir condena por robo en segundo grado, y tenía cargos anteriores por agresión y posesión de metanfetamina.
La percepción inicial del ataque como aparentemente motivado por la raza estimuló protestas en la estación de BART de MacArthur y en línea. Los padres de Cowell declararon que creían que el ataque estaba posiblemente motivado por la enfermedad mental de Cowell. Las autoridades no establecieron un móvil para el ataque y también declararon que no había pruebas que pudieran determinar el fin del ataque por motivos raciales. El 17 de julio de 2020, Cowell fue condenado a cadena perpetua sin posibilidad de libertad condicional.

## Antecedentes

### Víctima
Nia Wilson (12 de noviembre de 1999 - 22 de julio de 2018) era animadora y rapera. Soñaba con tener un estudio de danza. Ella y sus primas formaban parte de un grupo musical llamado Girlz N The Hood. Su álbum Fake Shit fue lanzado después de la muerte de Wilson; el grupo planeaba volver a grabar el vídeo, pero no lo lanzaron hasta después de su fallecimiento.
Era hija de Ansar El Muhammad y Alicia Grayson, siendo la menor de seis hermanas (entre ellas Malika Harris, Letifah Wilson, Nishiya Wilson y Tashiya Wilson) y dos hermanos. Su prima, Tijanae Lafleur, declaró a los periodistas que Wilson le dijo que no dejara que nadie que la hiriera se saliera con la suya. El otro primo de Wilson, Byron Brown, declaró que Wilson habría querido más de una protesta. Recuerda que declaró: "Nunca se hace justicia cuando se mata a negros".
En una vigilia celebrada en 2016 por su novio y el mejor amigo de éste, que se habían ahogado en un embalse, se disparó un tiro contra la multitud de 3 000 personas que alcanzó en el cuello a Reggin'a Jefferies, de 16 años. Jefferies estaba de pie junto a Wilson. Wilson permaneció junto a Jefferies hasta que llegó la ayuda médica. Según su padre, estaba a punto de graduarse con honores en una escuela de continuación de Oakland, la Academia Dewey.
En el momento de la agresión, Letifah Wilson tenía 26 años.

### Autoría
John Cowell, que tenía 27 años en el momento de los hechos, fue descrito como un hombre blanco de 1,70 m. Cowell se crio en Concord (California), donde vivió de forma intermitente durante años. El primer contacto de Cowell con la ley se produjo a los 18 años, cuando fue detenido por golpear presuntamente a un hombre y a la hija de éste.
Cuatro días antes del apuñalamiento, Cowell fue confrontado por no pagar su tarifa de BART. En 2016, había sido declarado culpable de robo en segundo grado después de que blandió un cuchillo y una pistola falsa en una tienda Lucky en El Cerrito Plaza después de que un guardia de seguridad lo confrontó por robar. Fue arrestado en la estación BART de El Cerrito y condenado a dos años de prisión federal. Cowell había sido puesto en libertad condicional en mayo de 2018.
También en 2016, Cowell fue arrestado por hurto, posesión ilegal de gas lacrimógeno, posesión de un dispositivo ilegal para fumar y posesión de drogas, pero estos cargos fueron desestimados debido a la condena por robo. En 2016, el Centro Médico Kaiser Richmond presentó una orden de alejamiento contra Cowell por amenazar de muerte a uno de sus empleados. En 2015, la familia de Cowell presentó una orden de alejamiento contra él después de que supuestamente intentara entrar en su casa bajo los efectos de las drogas. Más tarde, ese mismo año, fue detenido por posesión de una sustancia controlada después de que se le encontrara drogado con metanfetamina y fue condenado a 90 días de cárcel.
En 2013, Cowell fue condenado por agresión en Walnut Creek. En 2009, Cowell fue arrestado y acusado de asalto grave, por golpear a Shane Glick, de 51 años, y golpear a la hija de Glick después de que lo confrontaran por un robo reciente. Además, tanto en el condado de Alameda como en el de Contra Costa, el registro de arrestos de Cowell enumera cargos de asalto con un arma mortal, posesión de una sustancia controlada, vandalismo y robo menor.
Fue arrestado el 23 de julio de 2018. Cowell no tenía hogar antes del ataque.

## Asesinato

### Hechos

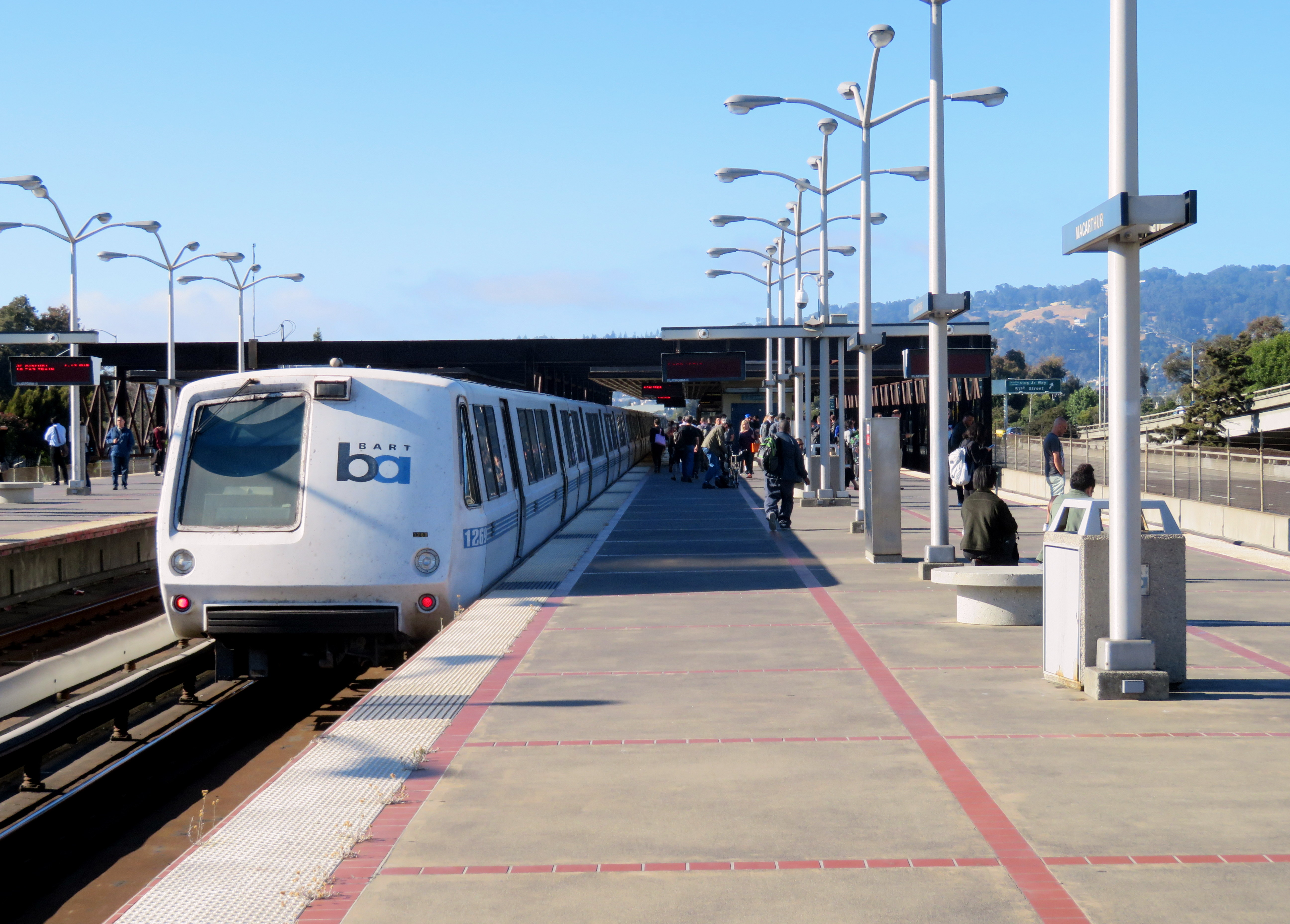
Vista de los andenes de la estación MacArthur, del BART, donde tuvo lugar el homicidio.

La noche del 22 de julio de 2018, Nia Wilson y dos de sus hermanas (Letifah y Tashiya), regresaban de una fiesta en casa de su tía en Concord. Habían subido a la Línea Amarilla del BART en la estación de Concord e iban a hacer transbordo en la estación de MacArthur, para volver a casa. Según un portavoz de BART, el agresor también viajó desde la estación de Concord. Aproximadamente a las 21:30 horas, en la estación de MacArthur, el agresor degolló a Nia y apuñaló en el cuello a su hermana mayor, Letifah. El agresor guardó silencio y se quedó mirando cómo moría Nia, mientras Letifah, que sobrevivió con una grave herida en el cuello, la sujetaba. Tashiya resultó ilesa. A continuación, el agresor huyó. La policía identificó a John Cowell gracias a las cámaras de seguridad del lugar de los hechos, a una mochila con la identificación de Cowell en su interior y a las declaraciones de testigos que le vieron limpiar el cuchillo y huir tras el ataque.

### Motivación
Pese al paso de los años, no se pudo identificar el móvil concreto del ataque. Las hermanas de la víctima dijeron a los periodistas que nunca habían visto a Cowell antes del apuñalamiento. Activistas y medios de comunicación especularon con que el ataque podría haber tenido una motivación racial. La alcaldesa Libby Schaaf hizo pública la siguiente declaración: "El hecho de que sus víctimas fueran ambas jóvenes afroamericanas suscita un profundo dolor y un miedo palpable en todos los que reconocemos la realidad de que nuestro país sigue sufriendo una historia trágica y profundamente racista", al tiempo que confirmaba que la ciudad "no tiene sitio para el odio y la ciudad se opone al odio racial y a la supremacía blanca", pero reforzaba que las autoridades no tienen pruebas de que el asesinato de Wilson tuviera una motivación racial. El jefe de policía declaró que se trataba del "ataque más despiadado que había visto nunca" durante sus 30 años de carrera policial.
Los padres de Cowell emitieron una declaración pública en la que afirmaban que el ataque estaba posiblemente motivado por la enfermedad mental de su hijo. En su momento, se le llegó a diagnosticar trastorno bipolar y esquizofrenia. La familia de Wilson y activistas sostienen que el ataque fue selectivo y tuvo una motivación racial. El San Francisco Chronicle informó de que Cowell y un amigo negro tenían tatuajes a juego. La revistaNew Yorker declaró que el tatuaje no es un indicador de si el asesinato fue o no un crimen de odio.

### Detención y juicio
John Cowell fue arrestado el 23 de julio de 2018 en la estación de BART de Pleasant Hill a las 18:27. Al parecer, un testigo es el responsable de su detención; el testigo vio a Cowell en la estación y llamó a la policía.Cowell fue acusado de asesinato en primer grado, agresión con arma mortal y violación de la libertad condicional. Su comparecencia, prevista inicialmente para el 26 de julio de 2018, se pospuso al 22 de agosto. Cowell fue recluido en la cárcel de Santa Rita, en Dublín, sin derecho a fianza.
El 22 de agosto, los fiscales del condado de Alameda agregaron un cargo de acecho. El cargo añadido significaba que, de ser declarado culpable, se enfrentaría a cadena perpetua sin libertad condicional o incluso a la posibilidad de la pena de muerte. Los abogados de Cowell solicitaron más tiempo para revisar las pruebas, y la fecha de presentación de la declaración se pospuso hasta el 14 de septiembre de 2018.
Llegado ese día, se volvió a pedir un receso de la declaración de culpabilidad, que se postergó hasta la fecha del 26 de octubre de 2018. Específicamente, la defensa estaba esperando que la fiscalía publicara el video del apuñalamiento fatal para informar su declaración de culpabilidad.
El 11 de octubre de 2019, el juez Kevin Murphy acordó sellar una futura moción para desestimar el caso presentada por el defensor público de Cowell, y la moción debía argumentarse en procedimientos judiciales abiertos el 22 de noviembre de 2019. También se esperaba que Cowell se declarara culpable. El tribunal le declaró competente para ser juzgado después de que tres médicos designados por el tribunal lo evaluaran. Una de las evaluaciones le llegó a encontrar incompetente, otra competente, y el autor de la tercera evaluación no pudo llegar a una conclusión.
El 17 de julio de 2020, Cowell fue condenado a cadena perpetua sin posibilidad de libertad condicional. El 5 de enero de 2023, la apelación de Cowell de su sentencia de cadena perpetua fue rechazada por decisión unánime por un panel de 3 jueces del Primer Distrito de Apelaciones de California.

### Cobertura mediática
Reacción de los famosos
Los hashtag #NiaWilson, #SayHerName, y #JusticeForNiaWilson se hicieron virales en Twitter el 23 de julio de 2018, provocando comentarios de Anne Hathaway, Rose McGowan, Tracee Ellis Ross, Bruno Mars, Viola Davis, Common, Janelle Monáe o Jada Pinkett Smith. La cantante Kehlani llamó al atacante "supremacista blanco".
El jugador de baloncesto Stephen Curry ayudó a recaudar más de 21 000 dólares durante un partido para jóvenes atletas del Área de la Bahía en el Kezar Pavilion de San Francisco, que retransmitió en su página de Facebook.
Críticas en los medios
Los activistas han criticado ampliamente la cobertura del asesinato por parte de la cadena KTVU, afiliada a la Fox, después de que la cadena publicara una foto de Wilson sujetando una funda de teléfono móvil que parecía ser una pistola, en lugar de las muchas otras fotos disponibles del adolescente. La Asociación Nacional de Periodistas Negros, la Asociación de Periodistas Negros de la Bahía y el Instituto Robert C. Maynard para la Educación Periodística condenaron y criticaron el uso compartido de la foto. El presentador de KTVU, Frank Somerville, emitió más tarde una disculpa por la imagen.
El San Francisco Chronicle fue criticado por titular un artículo sobre el asesinato "BART Killing: Divergent Paths Met Tragically on Oakland Platform". Los críticos afirmaron que había una diferencia entre la forma en que se retrata a las víctimas negras en los medios de comunicación y escribieron que este título minimizaba la condición de víctima de Wilson.
Un informe de Media Matters criticó a varias cadenas de noticias por cable por no informar sobre el suceso y, a menudo, ni siquiera mencionar el nombre de Wilson.
Protestas y vigilias públicas a nivel nacional
El 23 de julio de 2018, más de un millar de manifestantes asistieron a una vigilia por Nia Wilson y marcharon por las calles aledañas a la estación de MacArthur portando carteles con el nombre de Nia Wilson y coreando "Sin justicia no hay paz".
El 2 de agosto, un grupo de jóvenes activistas se reunió en la plaza Frank Ogawa para celebrar un acto titulado "Los jóvenes hablan, los adultos escuchan", en el que hablaron de la sensación de inseguridad en público y de cómo la muerte de Nia Wilson ejemplifica este temor. Su asesinato ha suscitado debates internacionales sobre la violencia racial.